# Кальеро, Франческо Алессандро
Франческо Алессандро Кальеро (итал. Francesco Alessandro Cagliero, 26 ноября 1875 год, Castelnuovo d’Asti, Италия — 22 октября 1935 года, Мпанду, около озера Танганьика) — католический прелат, священник, миссионер, апостольский префект Иринги с 10 мая 1922 года по 22 октября 1935 года. Член монашеской конгрегации Consolata Missionaries.

## Биография
Родился в 1875 году в крестьянской семье в Castelnuovo d’Asti, Италия. В 1888 году поступил в малую семинарию в Джавено, потом продолжил учёбу в Турине и Кьери. 4 июня 1898 года был рукоположён в дьяконы и 27 марта 1899 года — в священники для служения в Туринской архиепархии. В 1901 году получил научную степень доктора богословия. Служил викарием в приходе Святой Магдалины. В июле 1903 года вступил в монашескую конгрегацию Consolata Missionaries. В этом же году отправился на миссию в Кению.
3 марта 1922 года Римский папа Пий XI издал бреве «Quae rei sacrae», которым учредил апостольскую префектуру Иринги. 10 мая 1922 года Франческо Алессандро Кальеро был назначен первым ординарием этой новой церковной структуры.
В 1931 году основал женскую монашескую конгрегацию «Missionary Sisters of St. Therese of the Child Jesus», которая была утверждена Святым Престолом в 1935 году.
Погиб в автомобильной катастрофе 22 октября 1935 года в селении Мпанду около озера Танганьика.